# Beni Gmil
Beni Gmil (en árabe: بني جميل‎, en francés: Bni Gmil) es un municipio marroquí en la región de Tánger-Tetuán-Alhucemas. Desde 1912 hasta 1956 perteneció a la zona norte del Protectorado español de Marruecos.